# Resiutta
Resiutta (friülà Resiute eslovè Na Bili) és un municipi italià, dins de la província d'Udine. L'any 2007 tenia 237 habitants. Limita amb els municipis de Chiusaforte, Moggio Udinese, Resia i Venzone.

## Administració
| Període | Identitat       | Partit        |
| ------- | --------------- | ------------- |
| 2004-   | Emilio Beltrame | Llista cívica |